# Wereldkampioenschappen wielrennen 2011

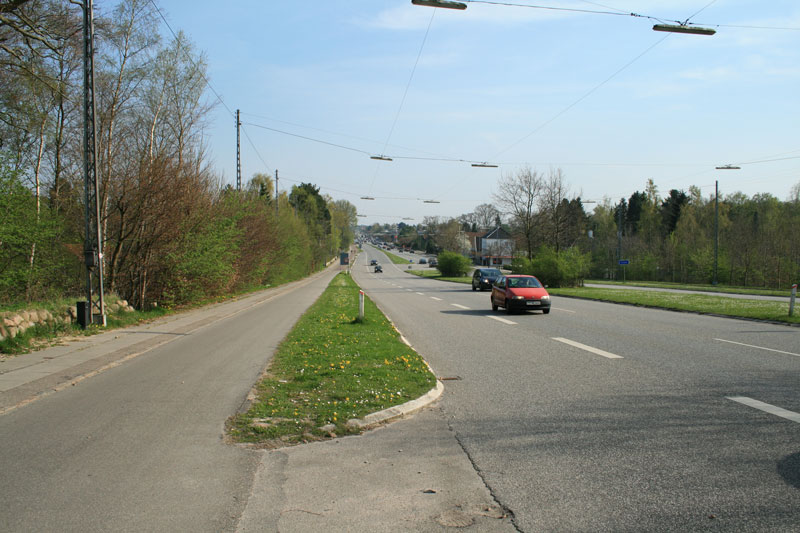
Op Geels Bakke was de start en finish van het parcours voor de wegwedstrijd.

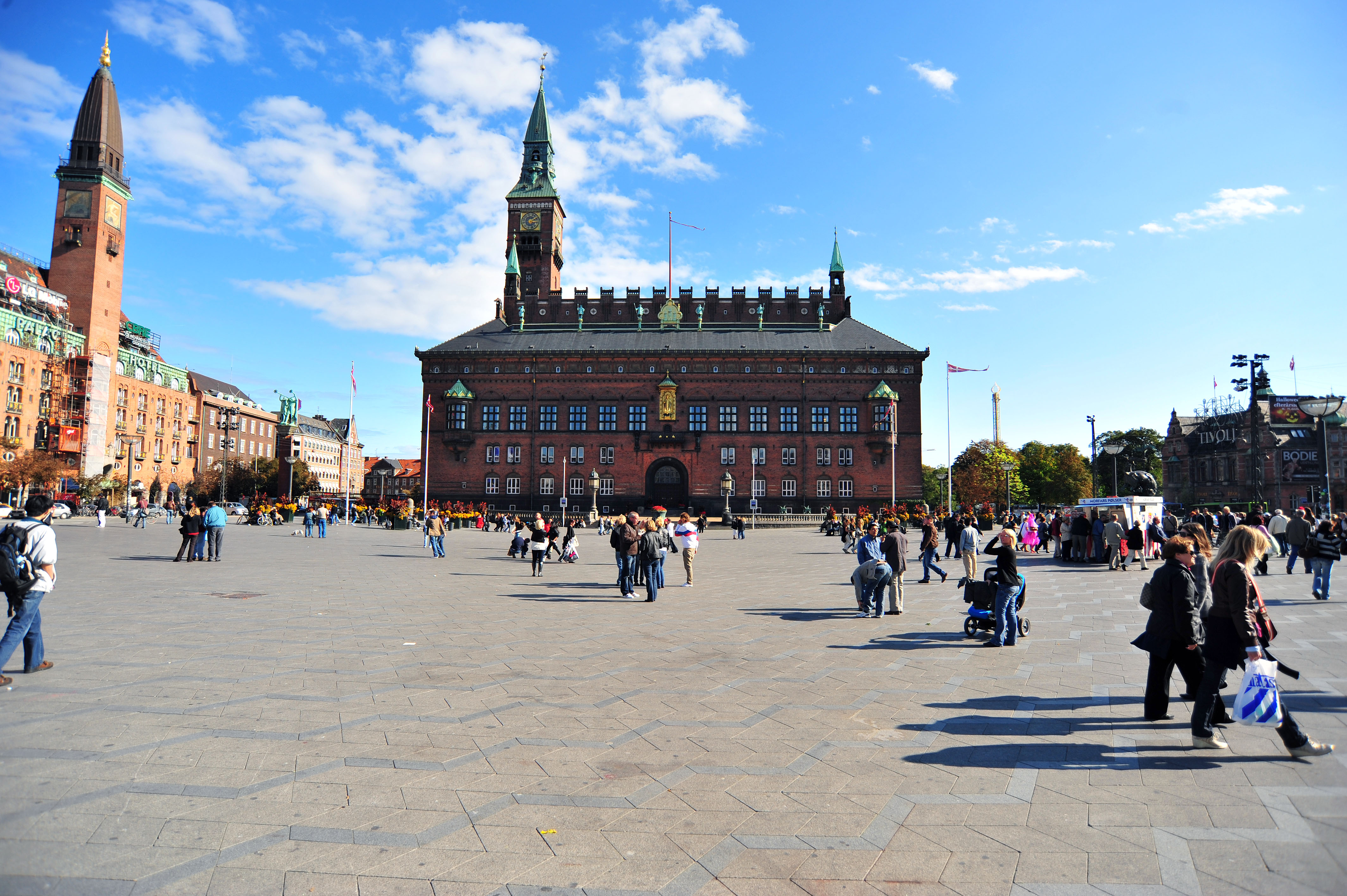
Het Stadhuisplein was het toneel voor de tijdrit

De wereldkampioenschappen wielrennen 2011 werden gehouden van 19 september tot en met 25 september 2011 in het Deense Kopenhagen. Het parcours van de wedwedstrijden lag in de gemeente Rudersdal met start en finish op Geels Bakke (Geels Heuvel). Het parcours van de tijdrit startte en finishte voor het Stadhuis van Kopenhagen.

## Programma
Voor het eerst sinds 2004 werd het wereldkampioenschap voor junioren weer tegelijk gehouden met dat van de senioren. Het WK duurde derhalve een hele week.
| Datum           | Starttijd | Categorie                | Afstand |
| --------------- | --------- | ------------------------ | ------- |
| ma 19 september | 10:00     | Tijdrit vrouwen junioren | 13,9 km |
| ma 19 september | 13:00     | Tijdrit mannen beloften  | 35,2 km |
| di 20 september | 9:30      | Tijdrit mannen junioren  | 27,8 km |
| di 20 september | 14:00     | Tijdrit vrouwen elite    | 27,8 km |
| wo 21 september | 12:30     | Tijdrit mannen elite     | 46,4 km |
| vr 23 september | 9:30      | Wegrit vrouwen junioren  | 70 km   |
| vr 23 september | 13:00     | Wegrit mannen beloften   | 168 km  |
| za 24 september | 9:00      | Wegrit mannen junioren   | 126 km  |
| za 24 september | 13:30     | Wegrit vrouwen elite     | 140 km  |
| zo 25 september | 10:00     | Wegrit mannen elite      | 266 km  |

## Uitslagen

### Mannen elite
| #      | Naam              | Land                | Tijd     |
| ------ | ----------------- | ------------------- | -------- |
| Goud   | Tony Martin       | Duitsland           | 53'43"85 |
| Zilver | Bradley Wiggins   | Verenigd Koninkrijk | +1'15"83 |
| Brons  | Fabian Cancellara | Zwitserland         | +1'20"59 |
| 4      | Bert Grabsch      | Duitsland           | +1'31"76 |
| 5      | Jack Bobridge     | Australië           | +2'13"86 |

| #      | Naam              | Land                | Tijd     |
| ------ | ----------------- | ------------------- | -------- |
| Goud   | Mark Cavendish    | Verenigd Koninkrijk | 5u40'27" |
| Zilver | Matthew Goss      | Australië           | z.t.     |
| Brons  | André Greipel     | Duitsland           | z.t.     |
| 4      | Fabian Cancellara | Zwitserland         | z.t.     |
| 5      | Jürgen Roelandts  | België              | z.t.     |

### Mannen beloften
| #      | Naam            | Land       | Tijd     |
| ------ | --------------- | ---------- | -------- |
| Goud   | Luke Durbridge  | Australië  | 42'47"13 |
| Zilver | Rasmus Quaade   | Denemarken | +35"68   |
| Brons  | Michael Hepburn | Australië  | +46"47   |
| 4      | Anton Vorobjov  | Rusland    | +58"99   |
| 5      | Jasper Hamelink | Nederland  | +1'52"94 |

| #      | Naam          | Land                | Tijd     |
| ------ | ------------- | ------------------- | -------- |
| Goud   | Arnaud Demare | Frankrijk           | 3u52'16" |
| Zilver | Adrien Petit  | Frankrijk           | z.t.     |
| Brons  | Andrew Fenn   | Verenigd Koninkrijk | z.t.     |
| 4      | Rudiger Selig | Duitsland           | z.t.     |
| 5      | Marco Haller  | Oostenrijk          | z.t.     |

### Mannen junioren
| #      | Naam                   | Land          | Tijd     |
| ------ | ---------------------- | ------------- | -------- |
| Goud   | Mads Würtz Schmidt     | Denemarken    | 35'07"68 |
| Zilver | James Oram             | Nieuw-Zeeland | +4"11    |
| Brons  | David Edwards          | Australië     | +20"79   |
| 4      | Markus Fåglum-Karlsson | Zweden        | +32"91   |
| 5      | Juriy Vasyliv          | Duitsland     | +39"01   |

| #      | Naam                     | Land      | Tijd     |
| ------ | ------------------------ | --------- | -------- |
| Goud   | Pierre-Henri Lecuisinier | Frankrijk | 2u48'58" |
| Zilver | Martijn Degreve          | België    | z.t.     |
| Brons  | Steven Lammertink        | Nederland | z.t.     |
| 4      | Florian Senechal         | Frankrijk | +3"      |
| 5      | Rick Zabel               | Duitsland | z.t.     |

### Vrouwen elite
| #      | Naam            | Land                | Tijd     |
| ------ | --------------- | ------------------- | -------- |
| Goud   | Judith Arndt    | Duitsland           | 37'07"38 |
| Zilver | Linda Villumsen | Nieuw-Zeeland       | +21"73   |
| Brons  | Emma Pooley     | Verenigd Koninkrijk | +24"13   |
| 4      | Tara Whitten    | Canada              | +26"16   |
| 5      | Clara Hughes    | Canada              | +36"79   |

| #      | Naam                | Land                | Tijd     |
| ------ | ------------------- | ------------------- | -------- |
| Goud   | Giorgia Bronzini    | Italië              | 3u21'28" |
| Zilver | Marianne Vos        | Nederland           | z.t.     |
| Brons  | Ina-Yoko Teutenberg | Duitsland           | z.t.     |
| 4      | Nicole Cooke        | Verenigd Koninkrijk | z.t.     |
| 5      | Julia Martisova     | Rusland             | z.t.     |

### Vrouwen junioren
| #      | Naam            | Land                | Tijd     |
| ------ | --------------- | ------------------- | -------- |
| Goud   | Jessica Allen   | Australië           | 19'18"63 |
| Zilver | Elinor Barker   | Verenigd Koninkrijk | +1"84    |
| Brons  | Mieke Kröger    | Duitsland           | +2"80    |
| 4      | Thalita de Jong | Nederland           | +14"93   |
| 5      | Rosella Ratto   | Italië              | +31"07   |

| #      | Naam                | Land                | Tijd     |
| ------ | ------------------- | ------------------- | -------- |
| Goud   | Lucy Garner         | Verenigd Koninkrijk | 1u46'17" |
| Zilver | Jessy Druyts        | België              | z.t.     |
| Brons  | Christina Siggaard  | Denemarken          | z.t.     |
| 4      | Manon Souyris       | Frankrijk           | z.t.     |
| 5      | Christina Perchtold | Oostenrijk          | z.t.     |

## Medaillespiegel

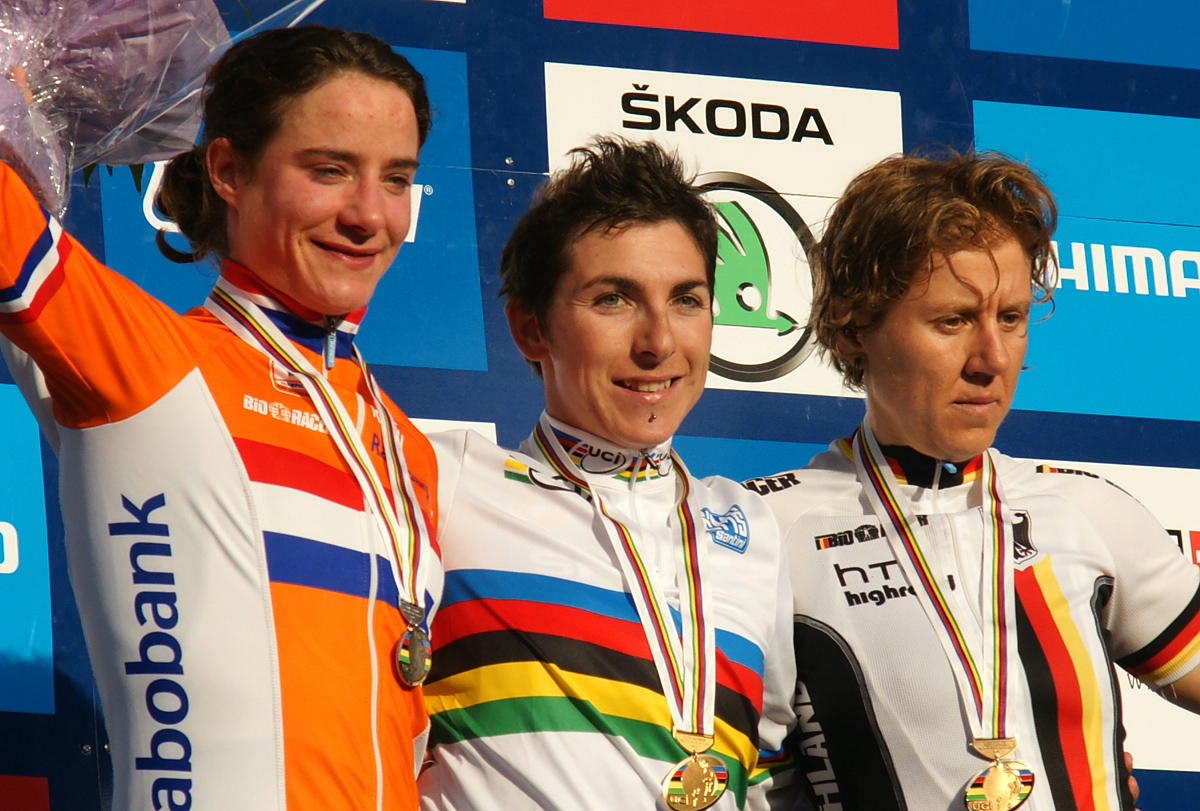
Marianne Vos, Giorgia Bronzini, Ina-Yoko Teutenberg

| Plaats | Land                | Goud | Zilver | Brons | Totaal |
| 1      | Verenigd Koninkrijk | 2    | 2      | 2     | 6      |
| 2      | Australië           | 2    | 1      | 2     | 5      |
| 3      | Frankrijk           | 2    | 1      | 0     | 3      |
| 4      | Duitsland           | 2    | 0      | 3     | 5      |
| 5      | Denemarken          | 1    | 1      | 1     | 3      |
| 6      | Italië              | 1    | 0      | 0     | 1      |
| 7      | België              | 0    | 2      | 0     | 2      |
| 7      | Nieuw-Zeeland       | 0    | 2      | 0     | 2      |
| 9      | Nederland           | 0    | 1      | 1     | 2      |
| 10     | Zwitserland         | 0    | 0      | 1     | 1      |
| Totaal | Totaal              | 10   | 10     | 10    | 30     |